# Putâmen

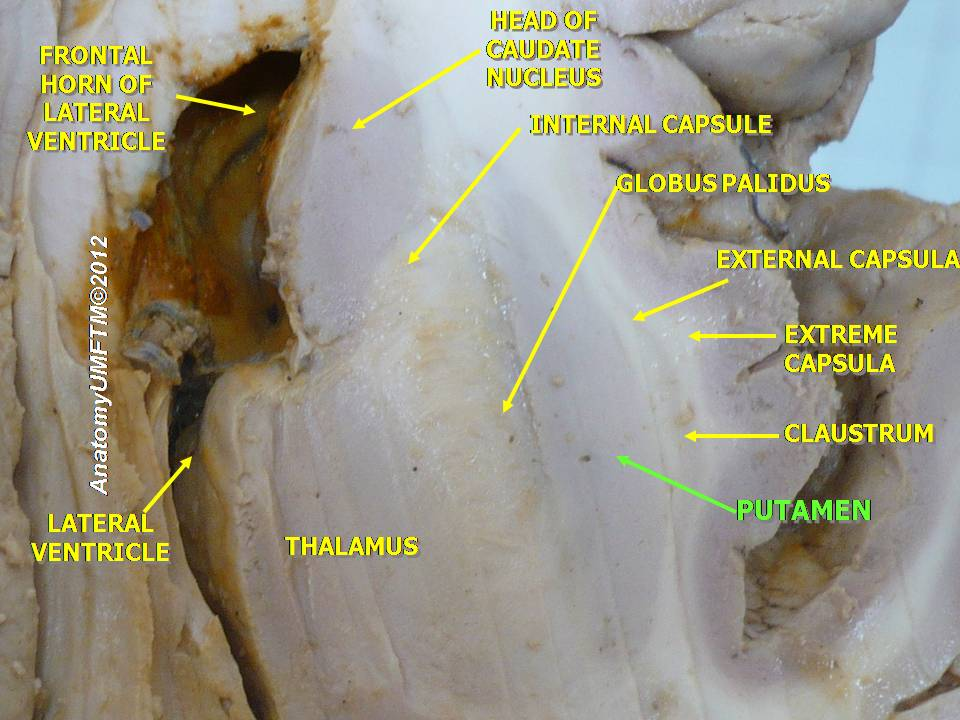
Dissecação anatômica do encéfalo, corte frontal. (estruturas em inglês)

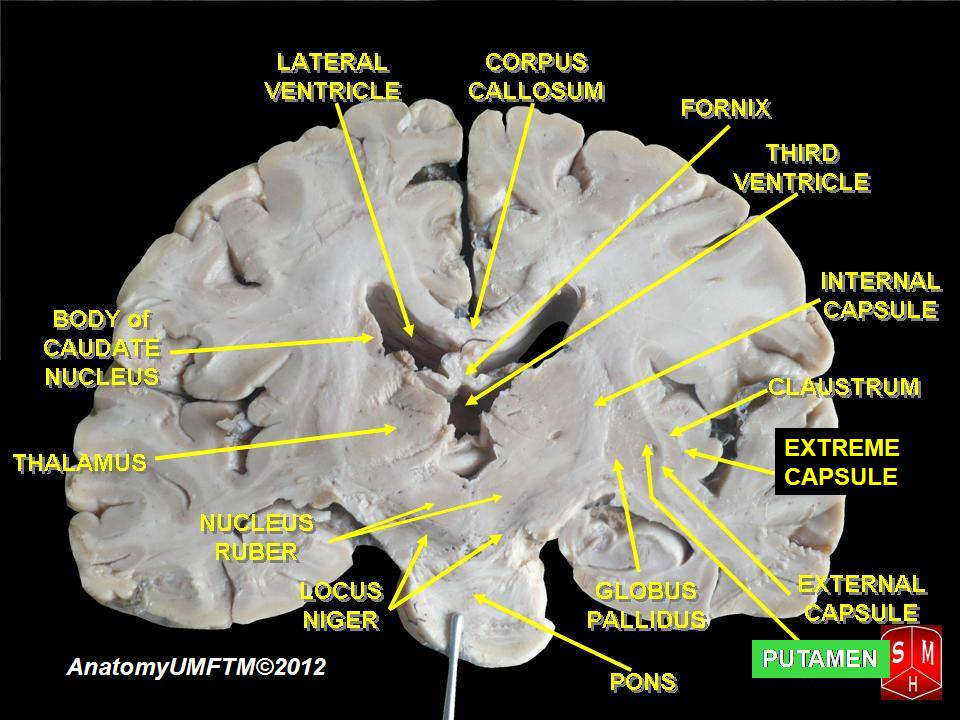

Putâmen é uma estrutura redonda localizada na base da parte frontal do cérebro, no telencéfalo. O núcleo caudado e putâmen em conjunto formam o corpo estriado dorsal. Também é uma das estruturas que compõem os núcleos da base. Através de várias vias, o putâmen está ligado a substância nigra e ao globo pálido.

## Função
A principal função do putâmen é a de regular os movimentos amplos (grosseiros) e influenciam diversos tipos de aprendizagem, especialmente  ao condicionamento. Utiliza GABA, acetilcolina e encefalina para executar suas funções. 

## Patologias
O putâmen também desempenha um papel em desordens neurológicas degenerativas, tais como a doença de Parkinson.
Provavelmente está associado ao comportamento de sentir ódio e de atacar inimigos. Sendo assim sua superativação pode estar associada a violência física.